# Genthelvita
La genthelvita és un mineral de la classe dels silicats, que pertany al grup de la helvina. Rep el nom per la seva relació amb l'helvina i per Fredrick August Ludwig Karl Wilhelm Genth (Wächtersbach, Hesse-Cassel, 17 de maig de 182 - Filadèlfia, Pennsilvània, EUA, 2 de febrer de 1893), professor de mineralogia a la Universitat de Pennsilvània, qui va descriure aquesta espècie per primera vegada el 1892.

## Característiques
La genthelvita és un silicat de fórmula química Be₃Zn₄(SiO₄)₃S. Cristal·litza en el sistema isomètric. La seva duresa a l'escala de Mohs es troba entre 6 i 6,5.
Segons la classificació de Nickel-Strunz, la genthelvita pertany a «09.FB - Tectosilicats sense H₂O zeolítica amb anions addicionals» juntament amb els següents minerals: afghanita, bystrita, cancrinita, cancrisilita, davyna, franzinita, giuseppettita, hidroxicancrinita, liottita, microsommita, pitiglianoïta, quadridavyna, sacrofanita, tounkita, vishnevita, marinellita, farneseïta, alloriïta, fantappieïta, cianoxalita, balliranoïta, carbobystrita, depmeierita, kircherita, bicchulita, danalita, haüyna, helvina, kamaishilita, lazurita, noseana, sodalita, tsaregorodtsevita, tugtupita, marialita, meionita i silvialita.

## Formació i jaciments
Va ser descoberta al canyó West Cheyenne, situat al districte miner de Cheyenne, al comtat de El Paso (Colorado, Estats Units). Tot i tractar-se d'una espècie no gaire habitual ha estat descrita en tots els continents del planeta a excepció d'Oceania i de l'Antàrtida.